# Joe Cole
Pour l'acteur, voir Joe Cole (acteur).
Pour les articles homonymes, voir Cole.
Joseph « Joe » John Cole, né le 8 novembre 1981 à Paddington (Londres), est un footballeur international anglais. Joueur professionnel entre 1999 et 2018, il évolue au poste de milieu de terrain.

## Carrière

### Formation à West Ham
Joe Cole est né à Islington dans le Grand Londres et déménage à Camden à l'âge de six ans.
Joe reçoit l'attention des médias anglais dès son plus jeune âge et fait partie des jeunes prodiges de West Ham United. Manchester United propose même 10 millions de livres pour recruter le jeune milieu âgé de seize ans. Avec un jeu proche de celui de la star Paul Gascoigne, il évolue en équipe de jeunes à West Ham avant de faire ses débuts professionnels à l'âge de dix-sept ans. Cole fait partie de l'équipe victorieuse en finale de la Youth Cup en 1999.
En janvier 2003, Glenn Roeder, alors entraineur de West Ham, lui confie le brassard de capitaine alors qu'il n'a que 21 ans. Cependant, les Hammers sont relégués en deuxième division à la fin de cette même saison.

### Chelsea

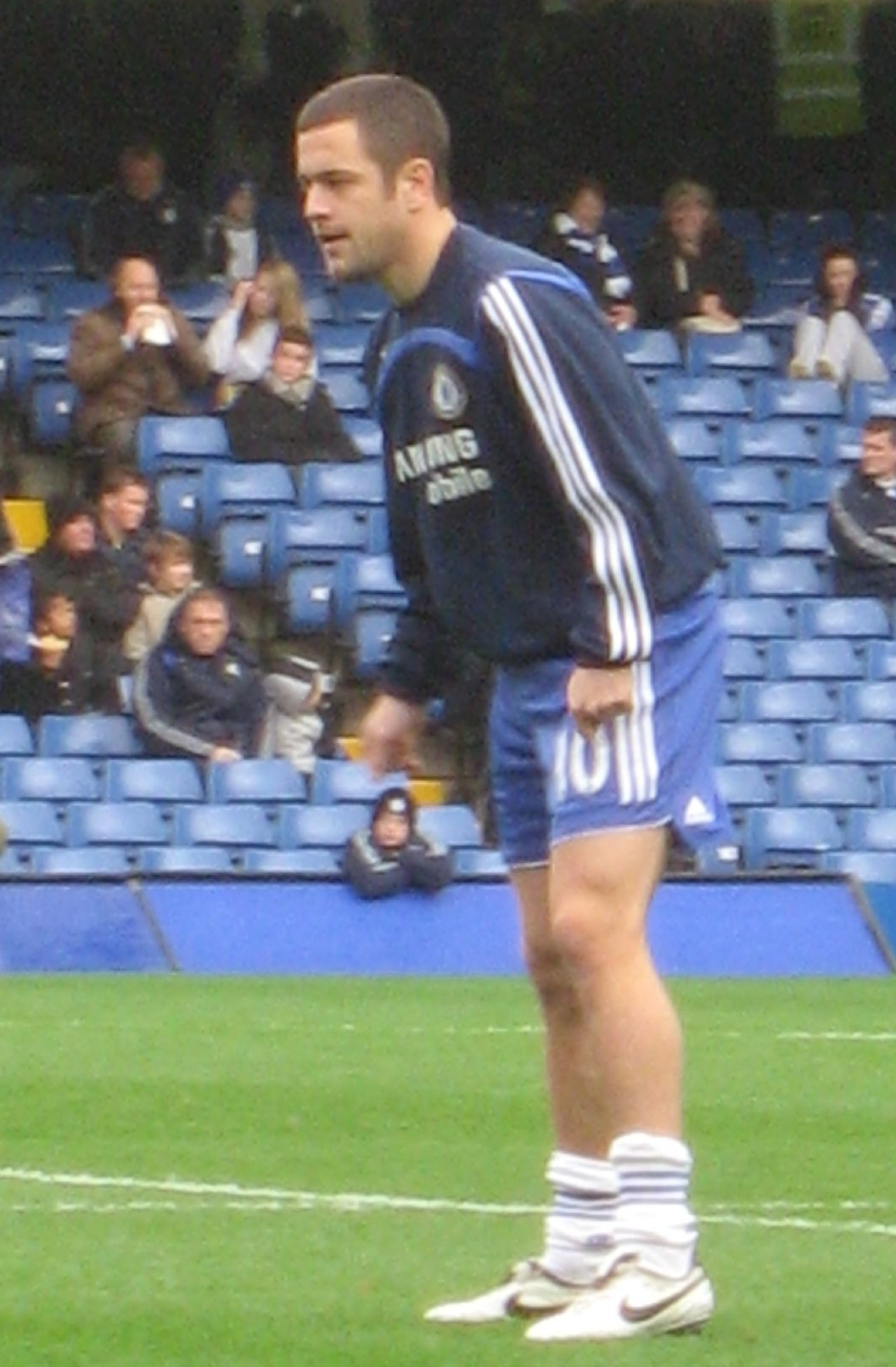
Joe Cole en 2007.

En 2003, Joe Cole arrive à Chelsea dans le cadre de la « Révolution russe » de Roman Abramovitch pour 6 600 000 livres, avec l'espoir de devenir titulaire en équipe nationale.
Cependant, à cause de la grosse concurrence, il lutte pour se faire une place tant en club qu'en sélection. Cole joue peu lors de la première moitié de saison, d'autant plus après la signature de Scott Parker en janvier 2004.
Cole a toujours été admiré et salué pour ses.compétences techniques et sa créativité, mais critiqué pour son manque de contribution à l'équipe. Après l'arrivée de José Mourinho en 2004 en tant que nouvel entraîneur de Chelsea, Cole continue d'abord de lutter, mais commence rapidement à faire des apparitions plus régulières qu'à l'époque Ranieri
Il tire avantage des blessures des autres joueurs comme Arjen Robben, afin de devenir une des stars de Chelsea. Il gagne aussi sa place dans l'équipe nationale, au poste de milieu gauche que la formation des Three Lions peinait tant à combler depuis des années. Cole marque une série de buts à la fin de cette saison, et son but contre Norwich City (un but à 20 mètres tiré de son pied le plus faible, le gauche) est choisi pour entrer dans le top des plus beaux buts de la saison. Il marque dix buts pour Chelsea, et finit la saison avec le premier de ses deux titres de champion d'Angleterre.
À Chelsea, la concurrence est rude avec Arjen Robben et la nouvelle recrue Shaun Wright-Phillips et il doit continuer à se battre pour avoir une place de titulaire. Lors de la première partie de la saison, Cole améliore sa réputation d'une manière considérable. Il marque d'importants buts notamment à l'extérieur contre Liverpool et Arsenal et face à Manchester United à Stamford Bridge. Il est nommé dans l'équipe type de Premier League à l'issue de la saison. C'est aussi durant cette saison qu'il prolonge son contrat avec les Blues pour quatre saisons supplémentaires.
Joe Cole rate les trois premiers mois de la saison ainsi que le premier tour des qualifications de l'Euro 2008 après s'être blessé mais il fait son retour le 14 octobre 2006 en tant que remplaçant durant la seconde période du match face à Reading (victoire 1-0). Il marque son premier but de la saison contre Blackburn Rovers lors du troisième tour de la League Cup.
Cependant, il se fait opérer d'une fracture du pied en janvier 2007. Il fait son retour lors du match aller des quarts de finale de la Ligue des champions opposant Chelsea au FC Valence le 4 avril 2007 et contribue largement à la victoire du club lors du match retour (2-1). Le 25 avril, titulaire lors de la demi-finale aller de Ligue des champions contre Liverpool, il marque le seul but du match à Stamford Bridge, donnant la victoire a son club qui est tout de même éliminé lors du match retour le 1er mai.

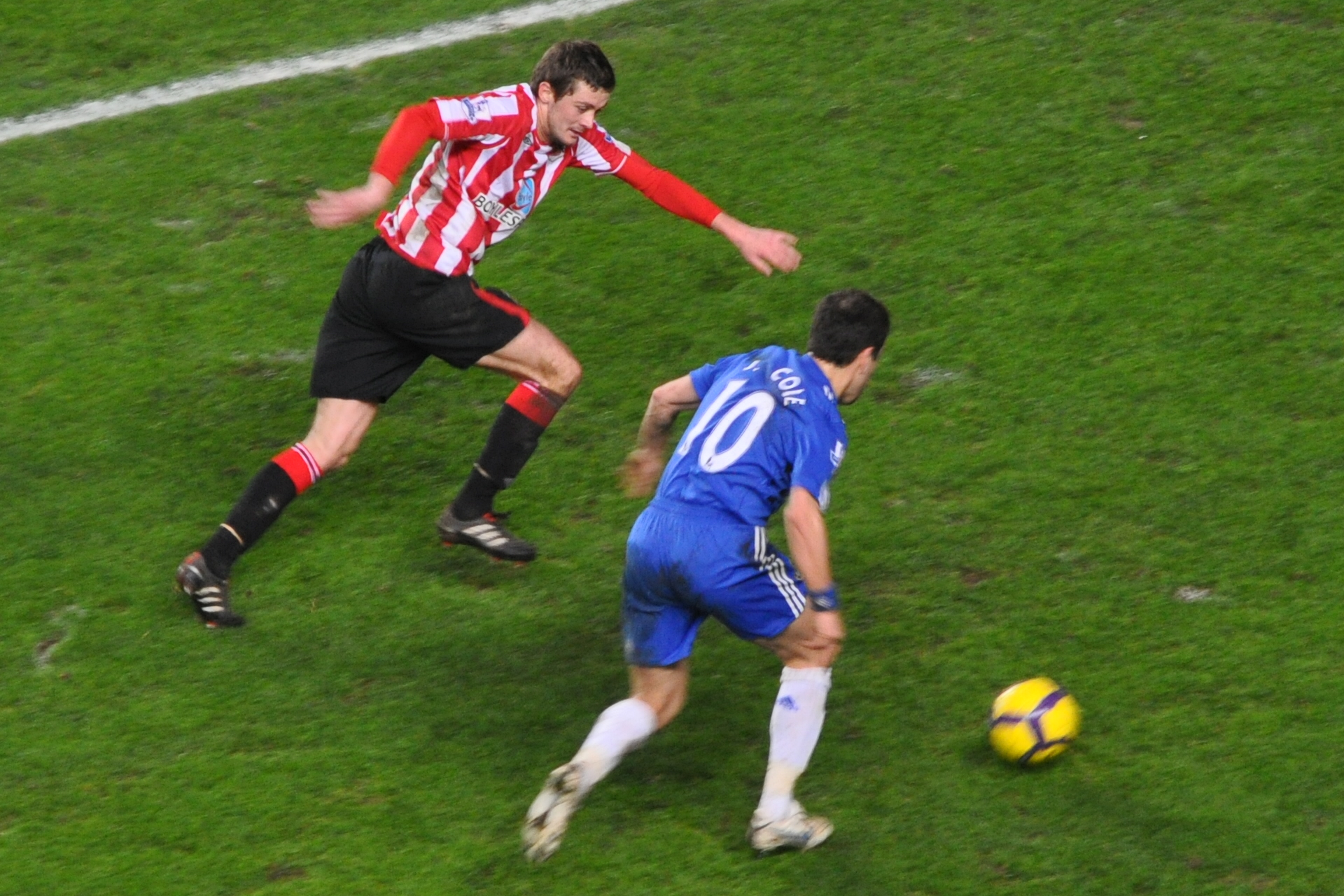
Cole, sous les couleurs de Chelsea, face à George McCartney.

Cole marque son premier but de la saison pour Chelsea le 27 octobre face à Manchester City (6-0). Un mois plus tard, Chelsea se qualifie pour les huitièmes de finale de la Ligue des champions en battant les Norvégiens de Rosenborg sur leur terrain 4-0, et Joe Cole inscrit le dernier but.
La saison 2008-2009 est gâchée par une longue blessure. Il marque deux buts en championnat contre Portsmouth et Aston Villa, et marque son unique but en Ligue des champions le 16 septembre 2008 contre les Girondins de Bordeaux.
Il commence sa saison en revenant de blessure contre Blackburn le 24 octobre 2009 et marque son premier but de la saison le 21 novembre suivant face à Wolverhampton. Ce but est le quatrième de la rencontre, et Chelsea l'emporte 4-0.
Le 9 juin 2010, Chelsea confirme le départ de Cole à la fin de son contrat, ce dernier se terminant fin juin.

### Liverpool

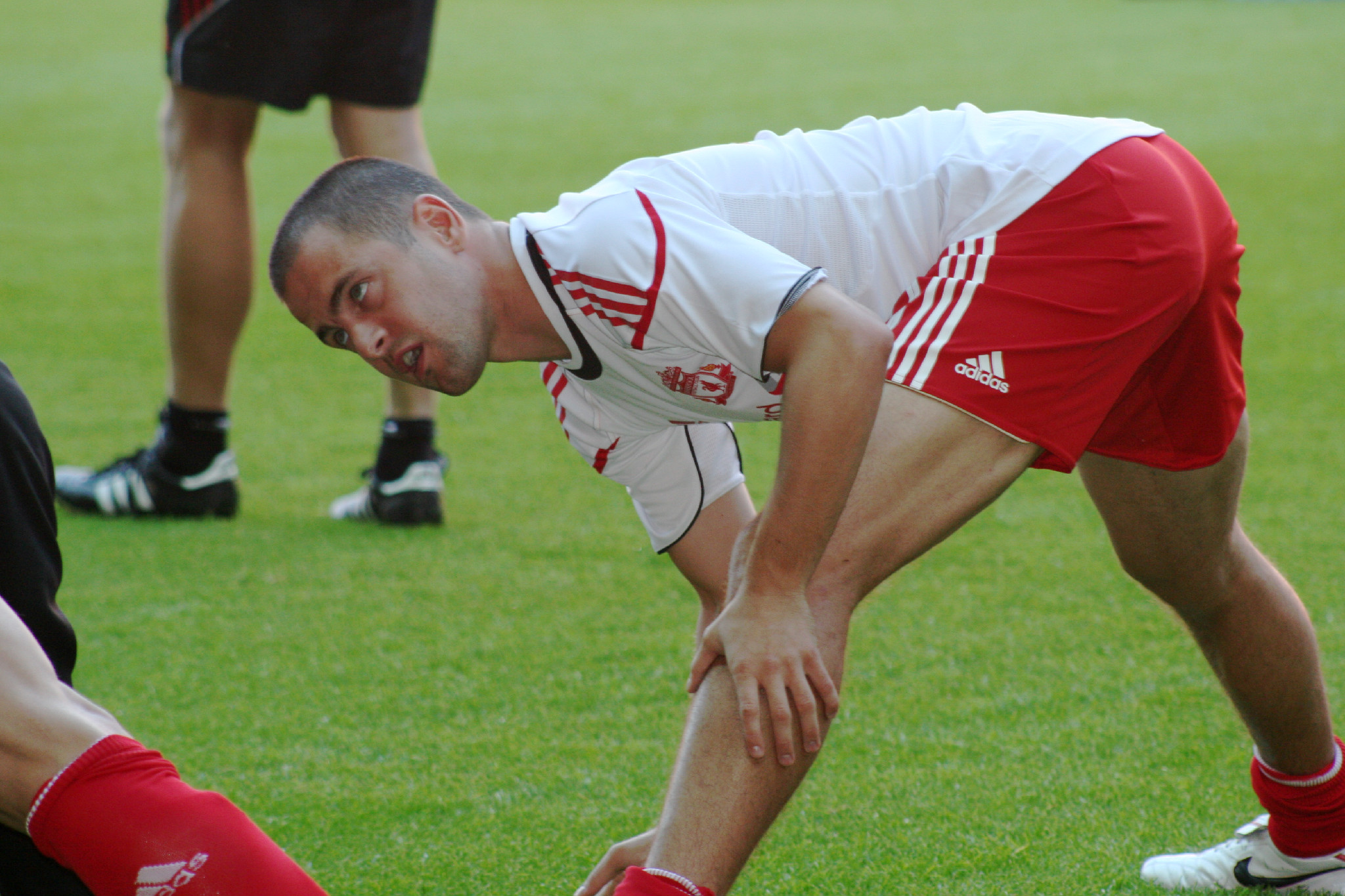
Cole à Liverpool.

Il choisit de partir du côté de Liverpool après la Coupe du monde.
Pour son premier match en championnat face à Arsenal (1-1), il commet une grosse faute sur Laurent Koscielny, et écope de ce fait d'un carton rouge. Il est sanctionné en recevant une suspension de trois matchs. Les mauvais résultats de l'équipe ne facilitent pas l'intégration du joueur et le remplacement de Roy Hodgson par Kenny Dalglish ne lui est pas favorable.
Pour la suite de la saison, étant souvent blessé et rarement titulaire, Joe Cole ne dispute que vingt rencontres.

### Prêt à Lille

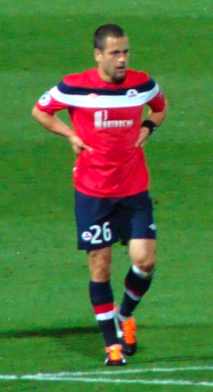
Cole avec Lille en 2011.

Le 31 août 2011, il est prêté pour une saison au Lille OSC. Il est le premier international anglais à évoluer en France depuis Chris Waddle. Le milieu anglais prend part à son premier match de Ligue 1 le 10 septembre lors du match comptant pour la 5e journée face à l'AS Saint-Étienne (victoire 1-3). Entré à la 65e minute à la place de Dimitri Payet, il délivre une passe décisive à Ludovic Obraniak pour le troisième but des siens après avoir effectué un superbe travail technique qui lui permet d'effacer quatre joueurs stéphanois.
Deux semaines plus tard, il marque son premier but sous le maillot lillois d'une frappe puissante aux vingt-cinq mètres en pleine lucarne durant le match comptant pour la 8e journée face au FC Lorient (1-1).
Le 7 janvier 2012, Joe Cole signe le premier triplé de sa carrière lors du 32e de finale de la Coupe de France face à l'US Chantilly. Quatre jours plus tard, il marque à Gerland en Coupe de la Ligue française de football 2011-2012 (défaite 2-1).
Le 15 avril 2012 il marque son dernier but pour Lille face à Ajaccio (victoire 4-1). Pour son dernier match avec les Dogues le 20 mai 2012, il offre une passe décisive à Eden Hazard pour l'ouverture du score face à l'AS Nancy-Lorraine (victoire 4-1). Il s'agit alors du dernier match de la saison, et de l'ultime rencontre au Stadium Lille Métropole avant l'emménagement au Stade Pierre-Mauroy.
Au total, Joe Cole prend part à quarante-trois matchs et marque neuf buts toutes compétitions confondues avec le club français.

### Retour à West Ham
Après un court retour à Liverpool où Brendan Rodgers ne le fait jouer qu'épisodiquement au début de la saison Saison 2012-2013 du Liverpool FC, Joe Cole veut retrouver du temps de jeu.
Le 4 janvier 2013, il signe un contrat d'un an et demi avec West Ham United. Dès son premier match en Coupe d'Angleterre face à Manchester United, il délivre deux passes décisives (2-2). 
Après une dernière saison sous les ordres de Sam Allardyce, il quitte le club londonien à l'issue de son contrat en juin 2014.

### Fin de carrière
Le 10 juin 2014, il rejoint Aston Villa. Il dispute quinze matchs toutes compétitions confondues lors de sa première saison avec les Villans. Celle-ci est marquée par des résultats décevants, et Paul Lambert doit laisser sa place d'entraîneur à Tim Sherwood.
En manque de temps de jeu à Villa, Cole est prêté pour un mois à Coventry City le 16 octobre 2015. Le 7 janvier 2016, il signe un contrat permanent avec les Sky Blues. À l'issue de cette moitié de saison où il retrouve du temps de jeu, il s'engage à Tampa Bay, dans le championnat de NASL, la seconde division nord-américaine.
Aux États-Unis, il se fait remarquer en juillet 2016 en marquant un but d'une bicyclette contre le Puerto Rico FC.
Le 13 novembre 2018, Joe Cole annonce qu'il met un terme à sa carrière. Il est alors âgé de 37 ans.

### En sélection
Joe Cole fait partie de l'équipe anglaise pour la Coupe du monde 2002 mais n'est pas titulaire et n'entre en jeu qu'une seule fois, contre la Suède. Il est également sélectionné dans le groupe participant à l'Euro 2004, mais ne joue pas.
Cependant, Cole joue pour l'Angleterre tout au long de l'année 2005 et au début de l'année 2006, lors de grands matches internationaux contre le Danemark, l'Irlande du Nord et l'Argentine.
Ses performances lors des matches amicaux avant la Coupe du monde 2006 lui portent chance et en mai 2006, il est annoncé que Joe Cole fait partie de la liste des vingt-trois joueurs sélectionnés pour cette compétition jouée en Allemagne. Il joue sur le côté gauche du milieu de terrain lors du tout premier match contre le Paraguay le 10 juin 2006. Il inscrit son premier but lors d'une phase finale de Coupe du monde lors d'un match nul 2-2 face à la Suède.  
Dix jours plus tard, l'Angleterre fait match nul 2-2 contre la Suède. Cole marque une reprise de volée spectaculaire à la 34e minute de jeu, et fait une passe décisive à Steven Gerrard à la 85e minute, ce qui lui permet d'être élu homme du match.
L'Angleterre ne parvenant pas à se qualifier à l'Euro 2008, Steve McClaren est limogé en novembre 2007 et remplacé par Fabio Capello. Joe Cole a du mal à garder sa place de titulaire sous Capello mais se signale par son but contre la République tchèque et son doublé contre Andorre en 2008. Après deux ans d'absence notamment à cause d'une longue blessure, Fabio Capello le retient pour la Coupe du monde 2010 pendant laquelle il prend part à deux rencontres.

## Reconversion
Le 28 décembre 2018, Chelsea annonce que Joe Cole intègre l'encadrement des équipes de jeunes du club pour une durée de six mois pour parfaire sa formation dans l'optique d'obtenir ses diplômes d'entraîneur.

## Statistiques
| Saison                | Club                  | Championnat           | Championnat | Championnat | Coupe nationale | Coupe nationale | Coupe de la Ligue | Coupe de la Ligue | Supercoupe | Supercoupe | Compétition(s) continentale(s) | Compétition(s) continentale(s) | Compétition(s) continentale(s) | Angleterre | Angleterre | Total | Total |
| Saison                | Club                  | Division              | M.          | B.          | M.              | B.              | M.                | B.                | M.         | B.         | Comp.                          | M.                             | B.                             | M.         | B.         | M.    | B.    |
| 1998-1999             | West Ham United       | Premier League        | 8           | 0           | 1               | 0               | -                 | -                 | -          | -          | -                              | -                              | -                              | -          | -          | 9     | 0     |
| 1999-2000             | West Ham United       | Premier League        | 22          | 1           | 1               | 0               | 4                 | 1                 | -          | -          | CI+C3                          | 3+2                            | 0+0                            | -          | -          | 32    | 2     |
| 2000-2001             | West Ham United       | Premier League        | 30          | 5           | 4               | 0               | 2                 | 0                 | -          | -          | -                              | -                              | -                              | 1          | 0          | 37    | 5     |
| 2001-2002             | West Ham United       | Premier League        | 30          | 0           | 3               | 1               | -                 | -                 | -          | -          | -                              | -                              | -                              | 6          | 0          | 39    | 1     |
| 2002-2003             | West Ham United       | Premier League        | 36          | 4           | 2               | 1               | 2                 | 0                 | -          | -          | -                              | -                              | -                              | 3          | 1          | 43    | 6     |
| Sous-total            | Sous-total            | Sous-total            | 126         | 10          | 11              | 2               | 8                 | 1                 | -          | -          | -                              | 5                              | 0                              | 10         | 1          | 160   | 14    |
| 2003-2004             | Chelsea FC            | Premier League        | 35          | 1           | 3               | 0               | 3                 | 2                 | -          | -          | C1                             | 9                              | 0                              | 7          | 1          | 57    | 4     |
| 2004-2005             | Chelsea FC            | Premier League        | 28          | 8           | 3               | 0               | 6                 | 0                 | -          | -          | C1                             | 9                              | 1                              | 6          | 1          | 52    | 10    |
| 2005-2006             | Chelsea FC            | Premier League        | 34          | 7           | 6               | 2               | 1                 | 0                 | 1          | 0          | C1                             | 6                              | 1                              | 14         | 3          | 62    | 13    |
| 2006-2007             | Chelsea FC            | Premier League        | 13          | 0           | 2               | 0               | 2                 | 1                 | -          | -          | C1                             | 7                              | 1                              | 3          | 1          | 27    | 3     |
| 2007-2008             | Chelsea FC            | Premier League        | 33          | 7           | 3               | 0               | 5                 | 1                 | 1          | 0          | C1                             | 13                             | 2                              | 10         | 0          | 65    | 10    |
| 2008-2009             | Chelsea FC            | Premier League        | 14          | 2           | 2               | 0               | -                 | -                 | -          | -          | C1                             | 4                              | 1                              | 3          | 3          | 23    | 6     |
| 2009-2010             | Chelsea FC            | Premier League        | 26          | 2           | 5               | 0               | 3                 | 0                 | -          | -          | C1                             | 5                              | 0                              | 3          | 0          | 42    | 2     |
| Sous-total            | Sous-total            | Sous-total            | 183         | 27          | 24              | 2               | 20                | 4                 | 2          | 0          | -                              | 53                             | 6                              | 46         | 9          | 328   | 48    |
| 2010-2011             | Liverpool FC          | Premier League        | 20          | 2           | -               | -               | -                 | -                 | -          | -          | C3                             | 12                             | 1                              | -          | -          | 32    | 3     |
| 2011-2012             | LOSC Lille (prêt)     | Ligue 1               | 32          | 4           | 3               | 3               | 2                 | 2                 | -          | -          | C1                             | 6                              | 0                              | -          | -          | 43    | 9     |
| 2012-2013             | Liverpool FC          | Premier League        | 6           | 1           | -               | -               | 1                 | 0                 | -          | -          | C3                             | 3                              | 1                              | -          | -          | 10    | 2     |
| Sous-total            | Sous-total            | Sous-total            | 58          | 7           | 3               | 3               | 3                 | 2                 | -          | -          | -                              | 21                             | 2                              | -          | -          | 85    | 14    |
| 2012-2013             | West Ham United       | Premier League        | 11          | 2           | 1               | 0               | -                 | -                 | -          | -          | -                              | -                              | -                              | -          | -          | 12    | 2     |
| 2013-2014             | West Ham United       | Premier League        | 20          | 3           | -               | -               | 5                 | 0                 | -          | -          | -                              | -                              | -                              | -          | -          | 25    | 3     |
| Sous-total            | Sous-total            | Sous-total            | 31          | 5           | 2               | 1               | 5                 | 0                 | -          | -          | -                              | -                              | -                              | -          | -          | 38    | 6     |
| 2014-2015             | Aston Villa           | Premier League        | 12          | 1           | 2               | 0               | 1                 | 0                 | -          | -          | -                              | -                              | -                              | -          | -          | 15    | 1     |
| 2015-2016             | Aston Villa           | Premier League        | -           | -           | -               | -               | 1                 | 0                 | -          | -          | -                              | -                              | -                              | -          | -          | 1     | 0     |
| Sous-total            | Sous-total            | Sous-total            | 12          | 1           | 2               | 0               | 2                 | 0                 | -          | -          | -                              | -                              | -                              | -          | -          | 16    | 1     |
| 2015-2016             | Coventry City (prêt)  | League One            | 7           | 1           | -               | -               | -                 | -                 | -          | -          | -                              | -                              | -                              | -          | -          | 7     | 1     |
| 2015-2016             | Coventry City         | League One            | 15          | 1           | -               | -               | -                 | -                 | -          | -          | -                              | -                              | -                              | -          | -          | 15    | 1     |
| Sous-total            | Sous-total            | Sous-total            | 22          | 2           | -               | -               | -                 | -                 | -          | -          | -                              | -                              | -                              | -          | -          | 22    | 2     |
| 2016                  | Tampa Bay Rowdies     | NASL                  | 24          | 9           | 2               | 0               | -                 | -                 | -          | -          | -                              | -                              | -                              | -          | -          | 26    | 9     |
| 2017                  | Tampa Bay Rowdies     | USL                   | 26          | 7           | 3               | 0               | -                 | -                 | -          | -          | -                              | -                              | -                              | -          | -          | 29    | 7     |
| 2018                  | Tampa Bay Rowdies     | USL                   | 30          | 4           | 1               | 0               | -                 | -                 | -          | -          | -                              | -                              | -                              | -          | -          | 31    | 4     |
| Sous-total            | Sous-total            | Sous-total            | 80          | 20          | 6               | 0               | -                 | -                 | -          | -          | -                              | -                              | -                              | -          | -          | 86    | 20    |
| Total sur la carrière | Total sur la carrière | Total sur la carrière | 510         | 72          | 48              | 7               | 38                | 7                 | 2          | 0          | -                              | 79                             | 8                              | 56         | 10         | 733   | 104   |

## Palmarès

### En club
- West Ham United
  - Vainqueur de la Coupe Intertoto en 1999.
- Chelsea FC
  - Champion d'Angleterre en 2005, 2006 et 2010
  - Vainqueur de la League Cup en 2005
  - Vainqueur de la Coupe d'Angleterre en 2007 et 2010
  - Vainqueur du Community Shield en 2005
  - Vice-champion d'Angleterre en 2007 et 2008
  - Finaliste de la Ligue des champions en 2008

### Distinctions personnelles
- Joueur du mois du championnat d'Angleterre en mars 2005
- Membre de l'équipe-type de Premier League en 2006
- Membre de l'équipe-type de North American Soccer League en 2016.

## Vie privée
Le 20 juin 2009, il épouse Carly Zucker, professeur de fitness, avec qui il est depuis sept ans. En septembre 2009, Joe annonce que Carly est enceinte de leur premier enfant, une fille prénommée Ruby Tatiana qui voit le jour en mars 2010. Ensemble ils accueillent leur deuxième enfant, un garçon prénommé Harrison né en l'année 2012. Le 1er novembre 2015, ils deviennent parents pour la troisième fois.
Sa femme participe en 2008 à l'émission I'm a Celebrity... Get Me Out of Here! 8. Parmi les autres célébrités on retrouve notamment la tenniswoman Martina Navrátilová, George Takei et Simon Webbe.